# Доннер-Грау, Флоринда
Флоринда Доннер-Грау (англ. Florinda Donner-Grau, урождённая Regine Margarita Thal) (дата рождения: 15 февраля 1944, Амберг, Германия — дата смерти: 1998(?), США) — американский автор и антрополог, женщина-сновидящая из группы магов Карлоса Кастанеды.
Исчезла вскоре после смерти Карлоса Кастанеды в 1998 году.
Есть две вещи, о которых никогда нельзя спрашивать у дамы: во-первых, никогда не спрашивайте у дамы, сколько ей лет, и, во-вторых, никогда не спрашивайте у дамы, занимается ли она сексом. Это очень личная тема. На этот вопрос я могу ответить просто: мы используем сексуальную энергию для путешествий в беcконечности